# Лещина
Лещи́на, или оре́шник (лат. Córylus) — род кустарников (реже деревьев) семейства Берёзовые.
Около 20 видов в Евразии и Северной Америке; образуют подлесок в хвойно-широколиственных лесах. Наибольшее распространение и хозяйственное значение имеет лещина обыкновенная (лесной орех).

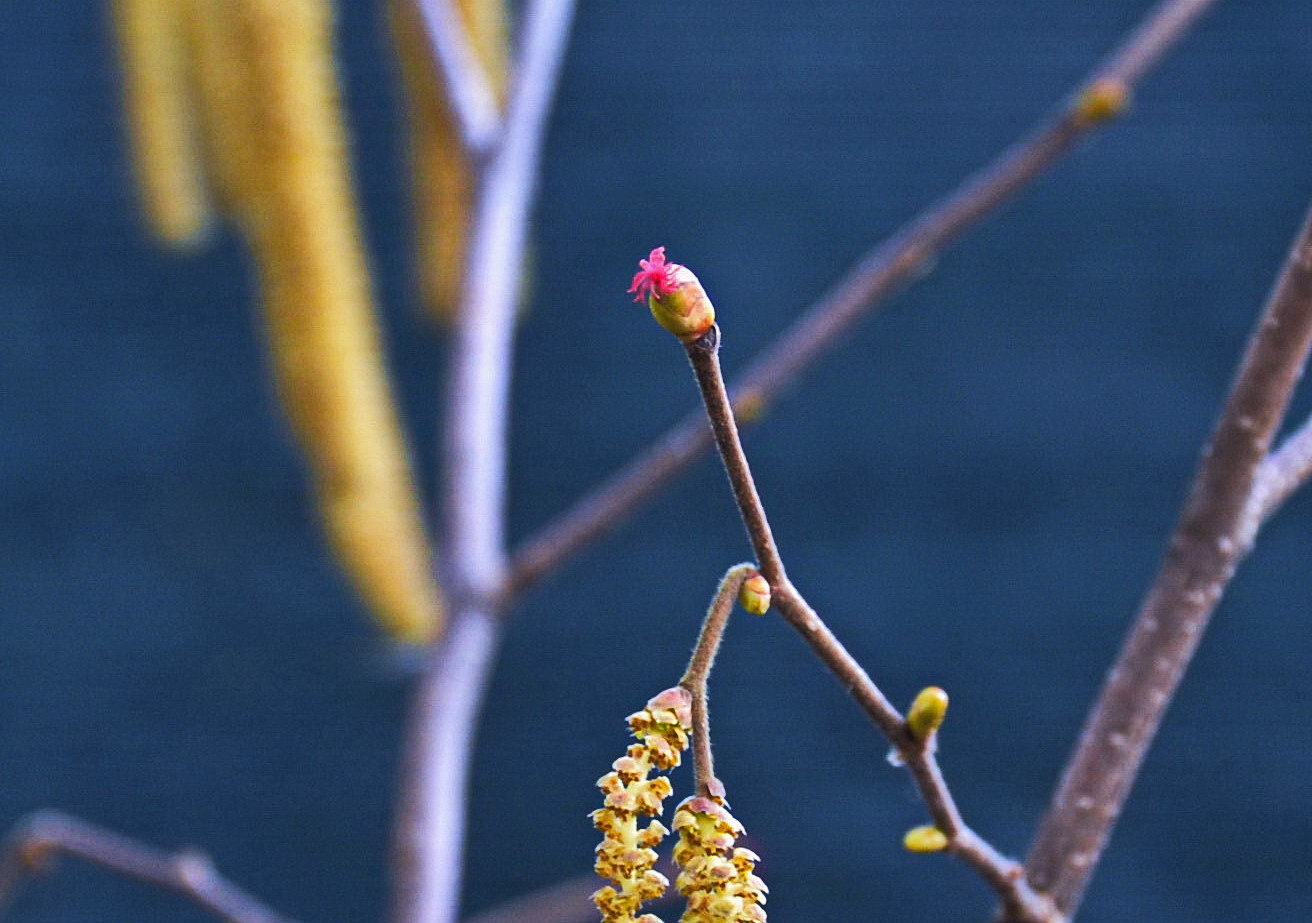
Цветок орешника

Многие виды рода используются и культивируются как орехоплодные растения. Крупноплодные формы лещины, в основном лещины обыкновенной, лещины крупной и лещины понтийской, называют также фундук.

## Ботаническое описание

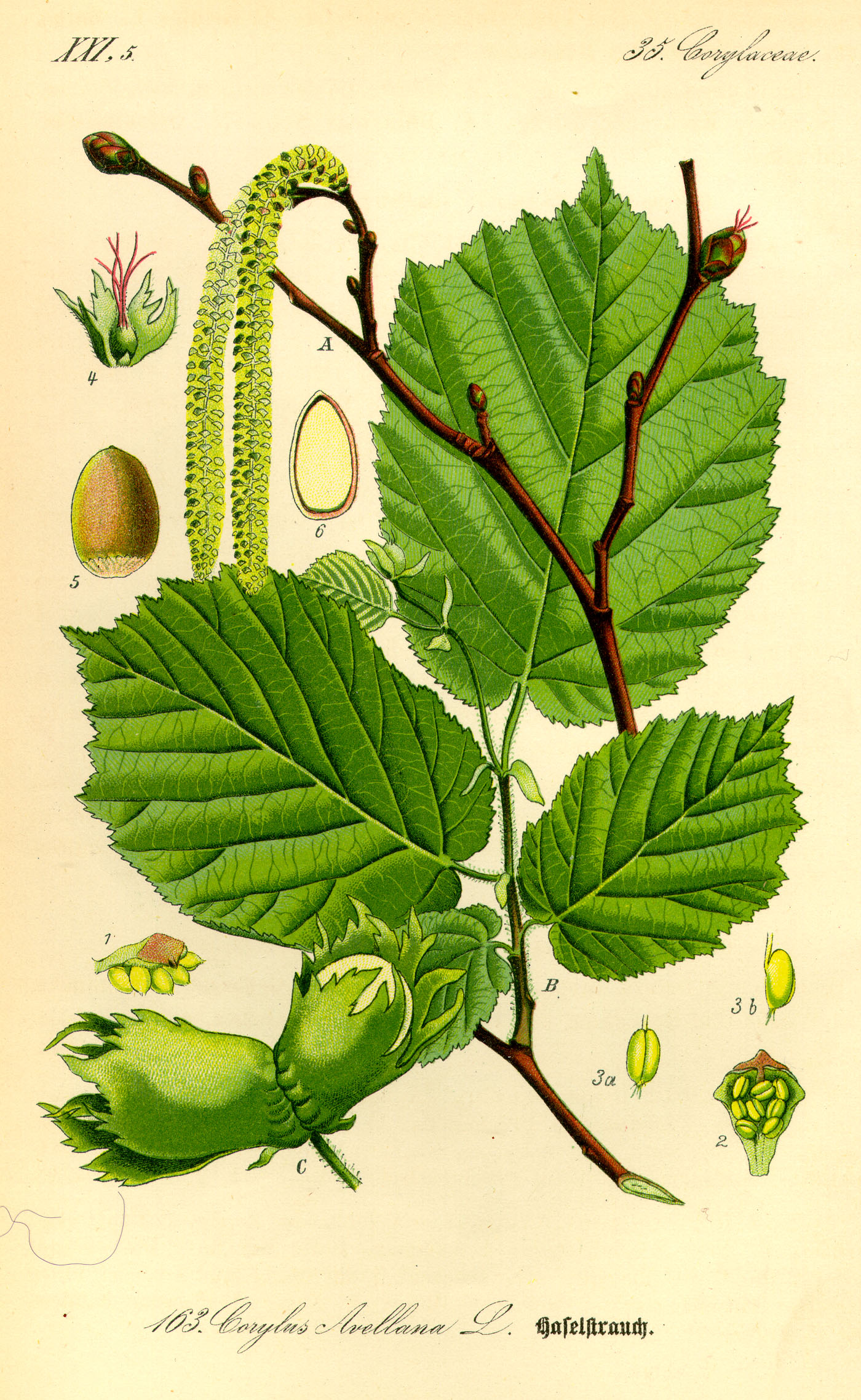
Лещина обыкновенная — типовой вид рода.

Лещины — листопадные кустарники, реже деревья, с простыми круглыми или широкоовальными, довольно большими листьями. Форма листьев дала основание для русского названия — как туловище у рыбы леща.
Образуют подлесок в широколиственных, смешанных и хвойных лесах.
Цветки однополые, однодомные. Мужские — собраны густыми цилиндрическими серёжками, располагающимися на коротких веточках, развиваются ещё осенью, перезимовывают и распускаются рано весной до появления листьев — этот момент принимается за точку отсчёта в фенологическом календаре цветения растений. Цветки сидят поодиночке в пазухах прицветников-чешуй; околоцветника не имеют совершенно и снабжены лишь двумя чешуйками. Тычинок четыре — иногда они раздвоены, как у обыкновенной лещины, так сильно, что кажется, будто их восемь. Пыльники на верхушке имеют пучок волосков. Женские цветки собраны соцветиями в виде почек и сидят по два в пазухах прицветников. Каждый женский цветок имеет очень слабо развитый околоцветник. Завязь нижняя, двугнёздная, с одним яичком (семяпочкой) в каждом гнезде; столбик очень короткий с двумя рыльцами, в виде красных ниточек, которые весной высовываются из почки — соцветия.
Вследствие недоразвития одного яичка плод получается односемянный с деревянистым околоплодником — орех. Каждый орех окружён трубчатым надрезанным покровом, так называемой плюской, произошедшей из прицветника и двух прицветничков (предлистий) женского цветка. Семя без белка, с толстыми, богатыми маслом семядолями, которые при прорастании семени остаются в земле.

## Классификация

### Таксономия
Corylus L., 1753, Sp. Pl. : 998
Род Лещина относится к семейству Берёзовые (Betulaceae) порядка Букоцветные (Fagales). Кладограмма в соответствии с Системой APG IV по состоянию на декабрь 2023 года:
|  |                          |  |                                   |                                   |           |  | еще 6 семейств |             |             |                                                           |
|  |                          |  |                                   |                                   |           |  |                |             |             | 17 подтвержденных видов и 4 вида, ожидающих подтверждения |
|  |                          |  |                                   | порядок Букоцветные               |           |  |                |             | Лещина      |                                                           |
|  |                          |  |                                   | порядок Букоцветные               |           |  |                |             | Лещина      |                                                           |
|  | клада Цветковые растения |  |                                   |                                   | Берёзовые |  |                |             |             |                                                           |
|  | клада Цветковые растения |  |                                   |                                   |           |  |                |             |             |                                                           |
|  |                          |  | ещё 63 порядка цветковых растений | ещё 63 порядка цветковых растений |           |  |                | еще 5 родов | еще 5 родов |                                                           |
|  |                          |  |                                   | ещё 63 порядка цветковых растений |           |  |                |             | еще 5 родов |                                                           |

В более ранних классификациях выделялось также самостоятельное подсемейство Лещиновые (Coryloideae).

### Садовая классификация
В начале XX века Л. П. Симиренко приводил следующую классификацию:

1. Настоящий лесной орех — Corylus avellana L. (Лещина обыкновенная). Сюда входит все разнообразие сортов с круглыми или продолговатыми плодами.

2. Целльский или испанский круглый орех — Corylus maxima Mill. — Лещина крупная, или Ломбардский орех. У немцев орехи этого класса проходят под названием Zellernub, которое произошло от названия местности Zell (возле Вюрцбурга), где они особенно распространены. У англичан эти же орехи известны под названием Cobs. 

3. Ломбардский орех — Corylus tubulosa Willd. (в настоящее время считается синонимом Corylus maxima Mill.). Орехи этого класса у немцев были известны под названием Zambertnub, а у англичан Filbert.

4. Бастарды — гибриды полученные путём скрещивания видов из предыдущих трёх классов.

5. Древовидные лещины, не дающие прикорневых побегов. К ним относится турецкий орешник. Как плодовое дерево он малоинтересен, но может успешно использоваться в ландшафтном дизайне для образования аллей в парках.

### Виды

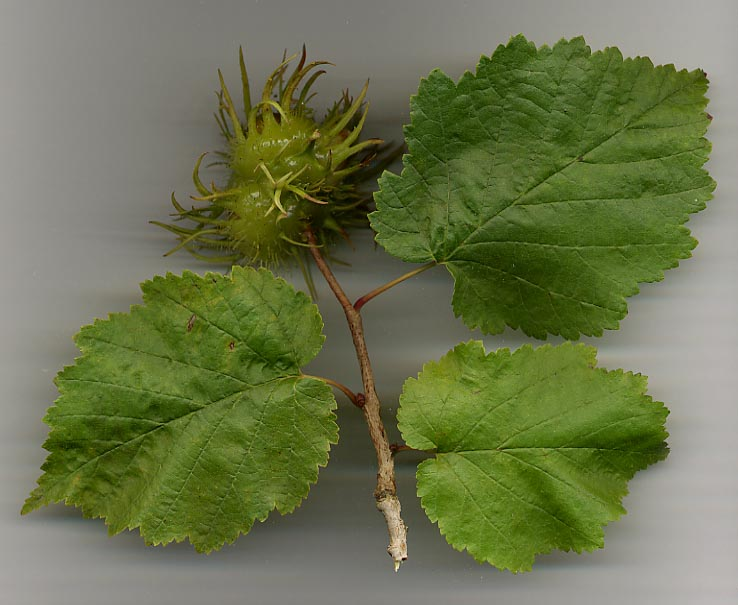
Листья и орехи лещины турецкой

Листья и орехи лещины обыкновенной

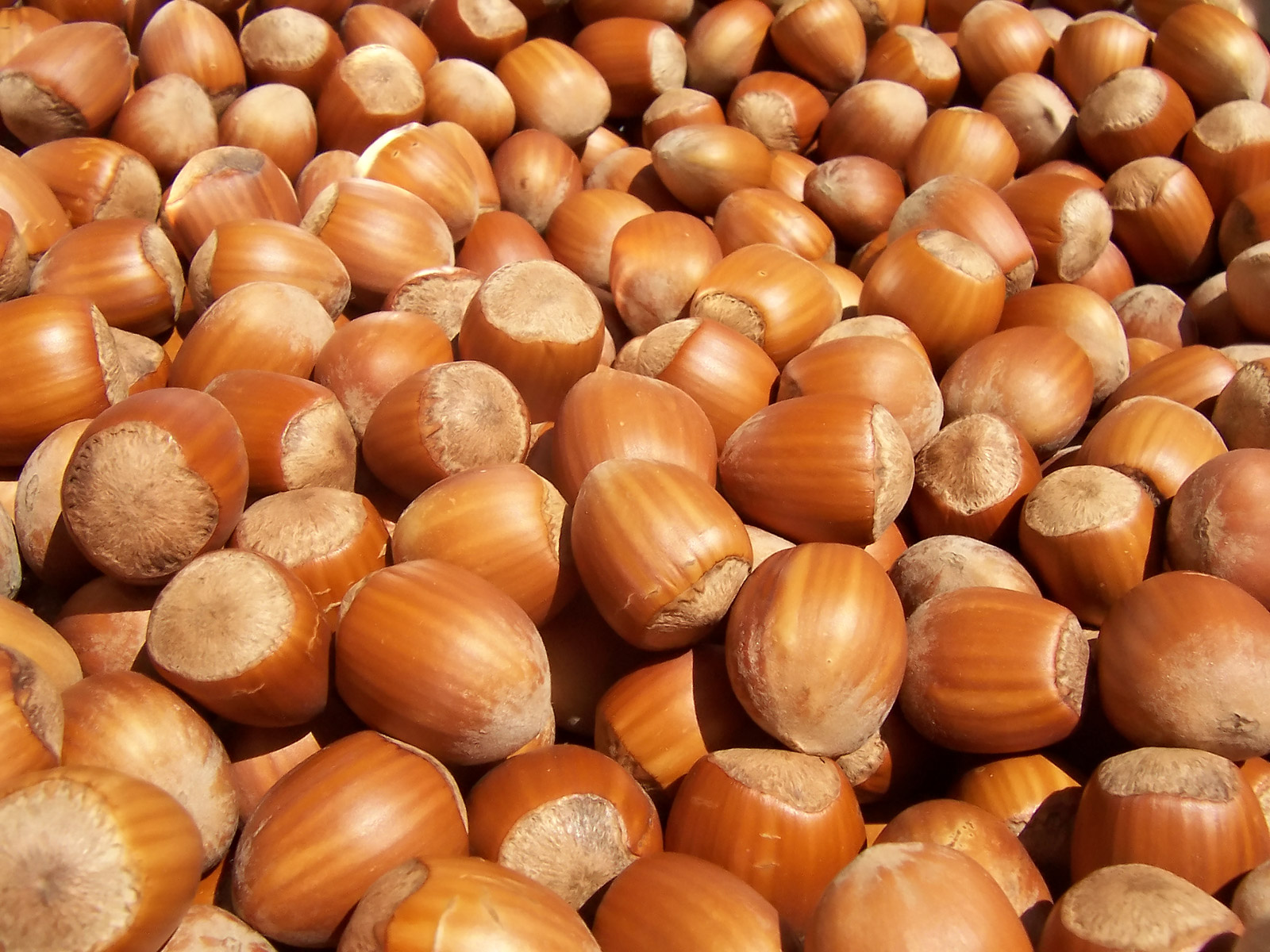
Орехи

Согласно данным сайта Королевских ботанических садов Кью, род насчитывает 17 видов:
- Corylus americana Walt. — Лещина американская. Встречается на востоке США и в Канаде.
- Corylus avellana L. — Лещина обыкновенная, или Орешник. Высокий кустарник, с серой корой на ветвях и с железисто-шершавыми молодыми веточками; листья у него очерёдные, коротко-черешчатые, округло-обратнояйцевидные, снизу пушистые; плюска немного длиннее ореха, наверху раскрытая. Цветёт на юге в феврале, около Петербурга в конце апреля или начале мая. Орехи созревают в сентябре или октябре. 
Распространён почти по всей Европе. Видовое название 'avellana' происходит от города Авеллано в Италии, бывшего при римлянах центром возделывания лещины. В Норвегии он доходит до 68° с. ш. (самые северные на земном шаре естественные местонахождения рода Лещина), затем северная граница его распространения спускается в юго-восточном направлении — идёт через прибалтийские районы центральной Швеции, южную Финляндию, крайний юго-запад Республики Карелия, Ленинградскую, Вологодскую, Кировскую область и Пермский край до 57° с. ш.[8][9][10]. Южная граница его проходит через Армению, Малую Азию, Алжир и Испанию. В культуре с древнейших времён. 
Живёт до 90 лет. Применяется в декоративном садоводстве. Существует множество разновидностей, возникших в культуре.
- Corylus chinensis Franch. — Лещина китайская. Растёт в дикой природе в Китае.
- Corylus colchica Albov — Лещина колхидская
- Corylus colurna L. — Лещина древовидная, или турецкая, или медвежья, или медвежий орех. Дерево до 20 м высотой, с длинно-черешчатыми листьями; плюска двойная (двурядная), гораздо длиннее ореха, рассечена на тонкие, острые зубчатые доли, что придаёт растению в период плодоношения своеобразный вид. Беловато-серая кора отделяется пластинами. Дико растёт в Закавказье, Малой Азии и на Балканах. На территории России известны отдельные популяции на Северном Кавказе. Вид был внесён в Красную книгу СССР. В культуре с древнейших времён.
- Corylus ×colurnoides C.K.Schneid. — Лещина медвежеобразная. Гибрид лещины древовидной (Corylus colurna) x лещины обыкновенной (Corylus avellana).
- Corylus cornuta Marsh. — Лещина рогатая. Дикорастущее растение в восточной части Северной Америки. Обёртка цельная, трубчатая, плотно обтягивающая орех, густо щетинисто-волосистая, над орехом резко оттянутая в узкую, в 2—3 раза превышающую орех, опушённую трубку, чем и отличается от лещины обыкновенной. Внешне обёртка напоминает рог, что послужило поводом для видового названия растения.
- Corylus fargesii C.K.Schneid. — Лещина Фарже. Растёт в дикой природе в Китае.
- Corylus ferox Wall. — Лещина устрашающая, или Лещина гималайская. Дикорастущий вид в Китае, Бутане, Индии, Сиккиме, Непале, Мьянме.
- Corylus heterophylla Fisch. ex Bess. — Лещина разнолистная, или азиатская, или орешник разнолистный — Встречается в Даурии, Амурской области, Китае, Корее и Японии. Листья с прямо срезанной верхушкой, обычно заканчивающейся тремя крупными зубцами. Шаровидные орехи до 1,5 см в диаметре с очень твёрдой, серо-опушённой скорлупой в плюске. Растение служит индикатором плодородия почвы.
- Corylus jacquemontii Decne. — Лещина Жакмона. Растёт в Гималаях.
- Corylus maxima Mill. — Лещина крупная, или Ломбардский орех. Родоначальник промышленных сортов ореха-фундука. Листья до 10—12 см. Малая Азия, Балканы.
- Corylus potaninii — Лещина Потанина
- Corylus sieboldiana Blume — Лещина Зибольда
- Corylus wangii Hu. Китай
- Corylus wulingensis Q.X.Liu & C.M.Zhang
- Corylus yunnanensis A.Camus — Лещина юньнаньская. Китай.

Ботаники СССР выделяли ещё ряд видов:
- Corylus brevituba Kom. — Лещина короткотрубчатая. Эндемик. Приморский край[2]. По данным The Plant List, является синонимом Corylus sieboldiana var. mandshurica (Maxim.) C.K.Schneid.
- Corylus cervorum Petrov — Лещина оленья. Леса среднего горного пояса Талыша[2]. По данным The Plant List, является синонимом Corylus colurna L.
- Corylus imeretica Kem.-Nath. — Лещина имеретинская. Нижний пояс гор Имерети[2]. По данным The Plant List, является синонимом Corylus avellana var. pontica (K.Koch) H.J.P.Winkl.
- Corylus iberica Wittm. ex Kem.-Nath. — Лещина грузинская. Северный Кавказ, Дагестан, Картли, Абхазия[2]. По данным The Plant List, является синонимом Corylus colchica Albov.
- Corylus manshurica Max. — Лещина маньчжурская. Приморский край, Япония, Китай[2].
- Corylus pontica K.Koch — Лещина понтийская. Абхазия, Лазистан[2]. По данным The Plant List, является синонимом Corylus avellana var. pontica (K.Koch) H.J.P.Winkl.

### Синонимы
- Avellana Dochnahl
- Calycera Dochnahl
- Clyperia Dochnahl
- Lopima Dochnahl
- Rostella Dochnahl
- Trihilea Dochnahl

## Сельскохозяйственное применение
Лещина встречается в лиственных лесах и опушках северного полушария.
Из многих её видов для культуры имеют значение Coryllus avellana L. (Лещина обыкновенная), по преданию, вывезенная из Малой Азии римлянами (отсюда её название лат. Nux pontica) и Coryllus tubulosa L. (Орех целльский, ломбардский или ламбертский). Разновидности последнего особенно распространены в Германии.

## Хозяйственное значение и применение
Прочная красивая древесина лещины древовидной (медвежьего ореха) (Corylus colurna L.) высоко ценится в мебельном производстве.
Из лещины обыкновенной изготавливают прочные рукояти ножей, молотков. Из тонких гибких ветвей плетут корзины, более толстые годятся для плетения забора, махового удилища.

### Использование в пищевой промышленности
Многие виды лещины имеют пищевое значение. Лещина разнолистная (Corylus heterophylla Fisch. ex Bess.) образует большие по площади заросли, но кусты её менее урожайны, чем у лещины обыкновенной. Лещину маньчжурскую (Corylus mandshurica Maxim.) тоже используют как пищевое растение, но сбор плодов сильно затруднён из-за сильно щетинистых плюсок. Орехи лещины древовидной используют в пищу, но они имеют довольно твёрдую скорлупу.

## В культуре
- Среди славянских народов была распространена вера в свойство орешника отгонять чертей и змей[14].
- Сказки братьев Гримм, «Ветка орешника».
- Роберт Шуман, «Мирты. Орешник».